# Copelatus malaisei
Copelatus malaisei är en skalbaggsart som beskrevs av Guignot 1954. Copelatus malaisei ingår i släktet Copelatus och familjen dykare. Inga underarter finns listade i Catalogue of Life.